# Circondario di Sant'Angelo dei Lombardi
Il circondario di Sant'Angelo dei Lombardi era uno dei tre circondari in cui era suddivisa la provincia di Avellino, esistito dal 1861 al 1926.

## Storia
Con l'Unità d'Italia (1861) la suddivisione in province e circondari stabilita dal Decreto Rattazzi fu estesa all'intera Penisola.
Il circondario di Sant'Angelo dei Lombardi venne soppresso nel 1926 e il territorio assegnato al circondario di Avellino.

## Suddivisione
Nel 1863, la composizione del circondario era la seguente:
1. Mandamento I di Andretta
  - Andretta, Cairano, Morra Irpino
2. Mandamento II di Aquilonia, già Carbonara
  - Aquilonia, Calitri, Monteverde
3. Mandamento III di Bagnoli Irpino
  - Bagnoli Irpino, Nusco
4. Mandamento IV di Calabritto
  - Calabritto, Caposele, Quaglietta, Senerchia
5. Mandamento V di Frigento
  - Frigento, Gesualdo, Sturno, Torella dei Lombardi, Villamaina
6. Mandamento VI di Lacedonia
  - Bisaccia, Lacedonia, Rocchetta Sant'Antonio
7. Mandamento VII di Montella
  - Cassano Irpino, Montella
8. Mandamento VIII di Monte Marano
  - Castelfranci, Castelvetere sul Calore, Monte Marano
9. Mandamento IX di Paterno[4]
  - Luogosano, Paterno[4], San Mango sul Calore, Sant'Angelo all'Esca
10. Mandamento X di Sant'Angelo dei Lombardi
  - Guardia Lombardi, Lioni, Rocca San Felice, Sant'Angelo dei Lombardi
11. Mandamento XI di Teora
  - Conza della Campania, Sant'Andrea di Conza, Teora